# Treize à la douzaine (film, 2003)
Pour les articles homonymes, voir Treize à la douzaine.
Série Treize à la douzaine
Treize à la douzaine 2
(2005)
Pour plus de détails, voir Fiche technique et Distribution.
Treize à la douzaine ou Moins cher la douzaine au Québec (Cheaper by the Dozen) est un film américain réalisé par Shawn Levy, sorti en 2003.
C'est la deuxième adaptation du best seller du même nom écrit par Frank B. Gilbreth Jr. et Ernestine Gilbreth Carey et publié en 1958.

## Synopsis
La famille Baker habitait Midland avant de déménager à Chicago à cause de M. Baker, qui y a trouvé le travail de ses rêves : entraîneur d'une équipe de football américain. Mais cette famille a quelque chose de spécial. Elle compte 14 membres dont 12 enfants : Nora (22 ans), Charlie (17 ans), Lorraine (16 ans), Henry (12 ans), Sarah (11 ans), Jake (10 ans), Mark « FedEx » (9 ans), les jumelles Kim et Jessica (8 ans), Mike (6 ans) et les jumeaux Kyle et Nigel (5 ans), ainsi que leurs parents Tom et Kate.
En arrivant à Chicago, Mme Baker se voit proposer de faire la promotion de son livre Cheaper by the Dozen, ce qui prendra 14 jours. M. Baker parviendra-t-il à entraîner deux équipes tout en s'occupant de sa famille durant l'absence de son épouse ?

## Fiche technique
Sauf indication contraire, les informations mentionnées dans cette section peuvent être confirmées par les bases de données cinématographiques IMDb et Allociné,  présentes dans la section « Liens externes ».
- Titre original : Cheaper by the Dozen
- Titre français : Treize à la douzaine
- Titre québécois : Moins cher la douzaine[2]
- Réalisation : Shawn Levy
- Scénario : Joel Cohen, Sam Harper et Alec Sokolow, d'après le roman éponyme de Frank B. Gilbreth Jr. et Ernestine Gilbreth Carey
- Musique : Christophe Beck
  - Musiques additionnelles : Andrew Kaiser
  - Orchestration : Kevin Kliesch et Ceiri Torjussen
  - Montage musical : Terry Wilson
- Direction artistique : Scott Meehan
- Décors : Nina Ruscio
- Costumes : Sanja Milkovic Hays
- Maquillage : Lydia Milars
- Coiffure : Patricia Miller
- Photographie : Jonathan Brown
- Son : James Bolt, Andrew DeCristofaro, Paul Massey, Tim McColm
- Montage : George Folsey Jr. et Alexander Garcia[3]
- Production : Michael Barnathan, Ben Myron et Robert Simonds
  - Production exécutive : Dustin Bernard
  - Coproduction : Ira Shuman
- Sociétés de production : Twentieth Century Fox et Robert Simonds Productions
- Sociétés de distribution : Twentieth Century Fox (États-Unis) ; UGC Fox Distribution (France) ; Fox-Warner (Suisse)
- Budget : 40 millions de $[4],[5]
- Pays de production :  États-Unis
- Langue originale : anglais
- Format : couleur (Technicolor) — 35 mm — 1,85:1 (Panavision) — son DTS / Dolby Digital / D-Cinema 48 kHz 5.1
- Genre : comédie
- Durée : 98 minutes
- Dates de sortie[6] :
  - États-Unis, Québec : 25 décembre 2003[2]
  - Belgique : 7 avril 2004[7]
  - France, Suisse romande : 14 avril 2004[3],[8]
- Classification :
  - États-Unis : certaines scènes ou propos sont susceptibles de heurter la sensibilité des plus jeunes - accord parental souhaitable (PG - Parental Guidance Suggested)[N 1]
  - France : tous publics[9]
  - Québec : tous publics (G - General Rating)[2]

## Distribution
- Steve Martin (VF : Jacques Frantz ; VQ : Jean-Marie Moncelet) : Tom Baker
- Bonnie Hunt (VF : Caroline Beaune ; VQ : Marie-Andrée Corneille) : Kate Baker
- Piper Perabo (VF : Dorothée Pousséo ; VQ : Geneviève Désilets) : Nora Baker
- Tom Welling (VF : Tony Marot ; VQ : Guillaume Champoux) : Charlie Baker
- Hilary Duff (VF : Sylvie Jacob ; VQ : Catherine Bonneau) : Lorraine Baker
- Kevin G. Schmidt (VF : Alexandre Bouche ; VQ : Nicolas Bacon) : Henry Baker
- Alyson Stoner (VF : Adeline Chetail ; VQ : Sandrine Sauvé-Chauveau) : Sarah Baker
- Jacob Smith (VF : Jules Azem ; VQ : Charles Miquelon) : Jake Baker
- Liliana Mumy (VF : Justine Berger ; VQ : Elizaveta Vandolovsky) : Jessica Baker
- Morgan York (VF : Lutèce Ragueneau ; VQ : Juliette Mondoux) : Kim Baker
- Forrest Landis (VF : Pierre Casanova ; VQ : Alexandre Bacon) : Mark « FedEx » Baker
- Blake Woodruff (VF : Théo Gebel ; VQ : François-Nicolas Dolan) : Mike Baker
- Brent Kinsman (VF : Louis Lecordier ; VQ : Gabriel Favreau) : Nigel Baker
- Shane Kinsman (VF : Florentin Crouzet ; VQ : Léo Caron) : Kyle Baker
- Ashton Kutcher (VF : Adrien Antoine) : Hank
- Paula Marshall (VF : Danièle Douet ; VQ : Viviane Pacal) : Tina Shenk
- Steven Anthony Lawrence : Dylan Shenk
- Alan Ruck (VF : Jérôme Keen ; VQ : Pierre Auger) : Bill Shenk
- Richard Jenkins (VF : Pierre Dourlens ; VQ : Jean-Luc Montminy) : Shake
- Holmes Osborne : Nick Gerhard
- Vanessa Bell Calloway (VF : Maïk Darah) : Diana Philips
- Jared Padalecki : le jeune
- Rex Linn : le coach Bricker
- David Kelsey : l'assistant du coach
- Dax Shepard et Elon Gold : Camera-men
- Cody Linley : Quinn
- Adam Taylor Gordon : Cooper
- Julie Kay Araskog : la présentatrice radio
- Benjamin Fitch et Kevin Carey : les reporters
- Antonio Vega : l'officier de police
- David Bowe : l'intervieweur télé
- Ossie Mair (VF : Jean-Claude Sachot) : le chauffeur de taxi
- Wayne Knight : l'électricien
- Amy Hill : Miss Hozzie
- Ted Rooney (en) : le principal
- Joel McCrary : Gil
- Tiffany Dupont : Beth
- Shawn Levy (VF : Patrick Mancini) : un journaliste dans la salle de presse
- Dylan S. Shults : un fêtard
- Regis Philbin : lui-même
- Kelly Ripa : elle-même

- Version française
  - Studio de doublage : Dubbing Brothers[10][réf. non conforme]
  - Direction artistique : Jean-Pierre Dorat
  - Adaptation : Emmanuelle Ogouz

## Distinctions
Source : Internet Movie Database

### Récompenses
- Young Artist Awards 2004 :
  - Young Artist Award du meilleur jeune acteur âgé au maximum de 10 ans ou moins dans un film pour Forrest Landis
  - Young Artist Award du meilleur jeune casting dans un long métrage pour Hilary Duff, Brent Kinsman, Shane Kinsman, Forrest Landis, Steven Anthony Lawrence, Liliana Mumy, Kevin G. Schmidt, Jacob Smith, Alyson Stoner, Blake Woodruff et Morgan York

### Nominations
- Kids' Choice Awards 2004 : acteur de cinéma préféré pour Ashton Kutcher
- Razzie Awards 2004 : pire acteur pour Ashton Kutcher
- Teen Choice Awards 2004 :
  - Meilleure crise de colère pour Ashton Kutcher
  - Scène la plus embarrassante pour Hilary Duff
  - Meilleur baiser pour Piper Perabo et Ashton Kutcher
  - Meilleure révélation masculine pour Tom Welling
- Young Artist Awards 2004 : meilleure jeune actrice âgée au maximum de 10 ans ou moins dans un film pour Alyson Stoner

## Éditions en vidéo
En France, le film Treize à la douzaine de 2003 est sorti en DVD le 8 décembre 2004.

## Autour du film
- Après une première version de Walter Lang sortie en 1950, il s'agit de la deuxième adaptation du livre de souvenirs de Frank B. Gilbreth Jr. et Ernestine Gilbreth Carey, transposée à l'époque du tournage.
- Le film connaîtra une suite, Treize à la douzaine 2, sortie en 2005.